# 1077 Campanula
1077 Campanula è un asteroide della fascia principale. Scoperto nel 1926, presenta un'orbita caratterizzata da un semiasse maggiore pari a 2,3930755 UA e da un'eccentricità di 0,1977616, inclinata di 5,40213° rispetto all'eclittica.
Il suo nome fa riferimento alle piante del genere Campanula.